# Potentilla porphyrantha
Potentilla porphyrantha är en rosväxtart som beskrevs av Sergei Vasilievich Juzepczuk. Potentilla porphyrantha ingår i Fingerörtssläktet som ingår i familjen rosväxter. Inga underarter finns listade i Catalogue of Life.